# Arroyo Tigre Grande
Der Arroyo Tigre Grande ist ein im Süden Uruguays gelegener kleiner Flusslauf.
Er verläuft in Nord-Süd-Richtung auf dem Gebiet des Departamentos Colonia. Hier mündet er westlich von Conchillas und flussaufwärts von Puerto Inglés als linksseitiger Nebenfluss in den Río de la Plata. Die Mündung liegt dabei östlich der des Arroyo Tigre Chico und westlich der des Arroyo de las Limetas.